# Església Ortodoxa Autocèfala Ucraïnesa
|  | Per a altres significats, vegeu «Església Ortodoxa Ucraïnesa». |

L'Església Ortodoxa Autocèfala Ucraïnesa (EOAU; ucraïnès: Українська автокефальна православна церква (УАПЦ) Ukraïnska avtokefalna pravoslavna tserkva (UAPC)) era un de les tres principals esglésies ortodoxes a Ucraïna. Va ser restablerta per tercera vegada el 1990, just abans de la caiguda de la Unió Soviètica. L'EOAU en la seva forma contemporània, té els seus orígens en el Sobor de 1921 a Kíiv, poc després de la retrobada independència d'Ucraïna. El 15 de desembre de 2018, al Consell d'Unificació, l'EOAU i l'EOU-PK, juntament amb els metropolitans de l'EOU-PM, s'unificaren en l'Església Ortodoxa d'Ucraïna. El metropolità Epifani (antic bisbe de l'EOU-PK) va ser elegit com a nou Metropolità de Kíev i tot Ucraïna.
Durant l'existència de l'EOAU i l'Església Ortodoxa Ucraïnesa (Patriarcat de Kíiv) (EOU-PK), només l'Església Ortodoxa Ucraïnesa (Patriarcat de Moscou) (EOU-PM) va gaudir del reconeixement de la comunitat cristiana ortodoxa de tot el món, fins a l'11 d'octubre de 2018, quan el Patriarcat Ecumènic de Constantinoble va aixecar l'excomunió que afectava l'EOAU i l'EOU-PK. Posteriorment, el 2 de novembre de 2018, es va clarificar que el Patriarcat Ecumènic no reconeixia ni l'EOAU ni l'EOU-PK com a legítimes i que els seus respectius líders no eren reconeguts com a primats de les seves esglésies. Va restablir la seva independència declarant-se independent de l'Església Ortodoxa d'Ucraïna el 20 de juny de 2019 després d'un conflicte dins de l'EOU, com a Església Ortodoxa Autocèfala Ucraïnesa Canònica (EOAU-C).